# ريك ألين
ريك ألين (بالإنجليزية: Rick Allen)‏ (و. 1963  م) هو طبال بريطاني، وهو عضوٌ في ديف ليبارد.

## روابط خارجية
- ريك ألين على موقع IMDb (الإنجليزية)
- ريك ألين على موقع ميوزك برينز (الإنجليزية)
- ريك ألين على موقع إن إن دي بي (الإنجليزية)
- ريك ألين على موقع أول ميوزيك (الإنجليزية)
- ريك ألين على موقع ديسكوغز (الإنجليزية)
- ريك ألين على موقع قاعدة بيانات الفيلم (الإنجليزية)